# Clem Tholet

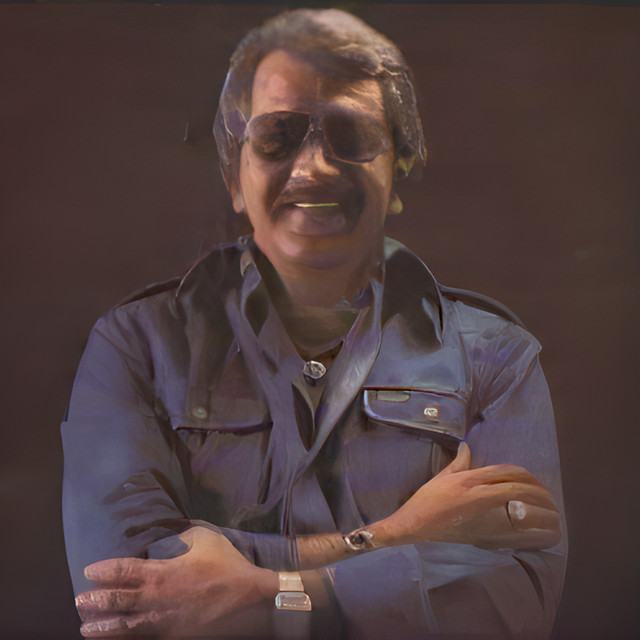
Tholet (1978)

Clem Tholet (* 1948 in Salisbury, Südrhodesien; † 6. Oktober 2004 in Kapstadt, Südafrika) war ein rhodesischer Sänger, der in den 1970er Jahren während des Rhodesienkonflikts vor allem in Rhodesien für seine Lieder bekannt wurde, die im Guerillakrieg gegen afrikanische Befreiungsbewegungen vor allem unter den Weißen populär waren.

## Leben
Clem Tholet wurde 1948 in Salisbury (heute Harare) in der damaligen britischen Kolonie Südrhodesien geboren und begann bereits als Kunststudent in Durban mit dem Schreiben von Liedern. Einer seiner ersten Songs, Vagabond Gun, war 1966 Kategoriesieger beim South Africa Music Festival. Später kehrte er nach Rhodesien zurück, um dort zu arbeiten. Während eines Auftritts traf er Sue Eccles und Andy Dillon, mit denen er eine Band mit dem Namen The Kinfolk gründete und später nach Johannesburg zog. Kurz nach dem Umzug verließ Eccles die Gruppe.
Später gründete er mit Andy Dillon und Yvonne Raff eine neue Gruppe, die sie The Legend Trio nannten. Im Jahr 1967 heiratete er Jean Smith, die Stieftochter des rhodesischen Premierministers Ian Smith.
Später startete er eine Solokarriere und zog im Jahr 1971 wieder nach Salisbury.
Bald nahm er sein erstes Album in den Shed Studios mit dem Namen Songs of Love & War auf, das er selbst geschrieben und produziert hatte.
Seine Kampflieder verherrlichten die Herrschaft der Weißen und waren im Bürgerkrieg gegen die Zimbabwe African People’s Union und Robert Mugabes Zimbabwe African National Union vor allem bei der weißen Bevölkerung sehr populär.
Bevor er erneut nach Südafrika zog, produzierte er ein zweites Album namens Two Sides to Every Story. Sein letztes Album Archives wurde als Spendenaktion der Flame Lily Foundation verkauft, die ehemalige weiße Einwohner Rhodesiens unterstützte.
Am 6. Oktober 2004 starb Clem Tholet an den Folgen einer mehrere Jahre andauernden Erkrankung.